# Stjepan Miletić
Stjepan Miletić (24. března 1868 Záhřeb – 8. září 1908 Mnichov) byl chorvatský spisovatel, divadelní režisér, divadelní kritik a sokolský činovník.

## Život a kariéra
Narodil se v roce 1868 v Záhřebu do šlechtické rodiny. Maturoval na klasickém gymnáziu v Záhřebu a v roce 1886 a začal studovat práva. Poté začal ve Vídni studovat filozofii, ze které získal doktorát. Již od mládí se věnoval dramatické tvorbě. V jeho tvorbě se nejvíce odrážela inspirace klasickým díly Willama Shakespeara, jejichž styl promítal do místního prostředí. Díky jeho zámožnosti se stal mecenášem rozvoje chorvatského divadelnictví. V letech 1894 až 1898 byl ředitelem Chorvatského národního divadla v Záhřebu. V roce 1905 pozval do angažmá v Chorvatském národním divadle skupinu českých umělců, mezi nimiž byl např. režisér Arnošt Grund. Mimo jiné v Záhřebu nechal vytvořit pomník Petra Preradoviće na dnešním Preradovićově náměstí. Často působil v Praze, kde spolupracoval s ředitelem Národního divadla Františkem Adolfem Šubertem. Působil v sokolském hnutí. V roce 1904 se stal prvním starostou Chorvatského Sokola, který se poté stal zakládající organizací Svazu Slovanského sokolstva.

## Smrt
Jeho synem byl chorvatský filmový režisér a kameraman Oktavijan Miletić. Zemřel v roce 1908 v Mnichově. Pohřben byl v rodinné hrobce na hřbitově Mirogoj v Záhřebu.

## Dílo
- Iz raznih novina: probrani sastavci o kazalištu, umjetnosti i književnosti, I. díl, Záhřeb, 1887., II. díl, Záhřeb, 1909.
- Diletanti: lakrdija u jednom činu, Záhřeb, 1887.
- Za nosom, Záhřeb, 1888.
- Zaboravljeni ljudi: dramatična pjesan. Spjevao Stj. pl. Miletić, Záhřeb, 1891.
- Hrabě Paližna: drama o pěti jednáních. Z charvátského jazyka přeložil a upravil Josef Záruba. (Grof Paližna: drama u pet činova), Praha, 1907.
- Die Ästhetische Form des abschliessenden ausgleiches in den Shakespeare'schen Dramen / von Stephan von Miletich, Záhřeb, 1892.
- Boleslav: tragedija u pet činova, Záhřeb, 1894.
- Slava umjetnosti: scenski prolog u 3 slike, Záhřeb, 1895.
- Armida, Záhřeb 1896.
- Grobne pjesme. Spjevao Stjepan pl. Miletić, Záhřeb, 1889.
- Kraljev hir: komična opera u 1 činu. Spoluautor knihy, Záhřeb, 1889.
- Hrvatski kraljevi (924.-1102.). Pentologie, Záhřeb, 1901.
- Hrvatsko glumište: (1894-1899): dramaturški zapisci, I-II, Záhřeb, 1904.
- Stjepan Miletić, Preporod hrvatske književnosti - Opis Bukovčevog zastora u hrv. zemalj. kazalištu, Záhřeb. 1904.
- Hrvatsko glumište/ Stjepan Miletić, posmrtně upravil Nikola Batušić, Záhřeb, 1978.
- Marijan Derenčin: Ladanjska opozicija, Stjepan Miletić: Izabrana djela, Julije Rorauer: Izabrana djela, (vybraná díla), Záhřeb, 2010.